# 冷泉興豊
冷泉 興豊（れいぜい おきとよ）は、戦国時代の武将。大内氏の家臣。

## 概要
興豊の先祖である大内弘正の子・大内盛清（藤丸）は、加賀国中典荘を賜っており、加賀国にいた室町幕府奉公衆系の大内氏の一員であった。一方で、大内氏の家臣として周防国玖珂郡由宇郷、都濃郡河内郷、同郡末武村、同郡豊井郷、熊毛郡新屋河内、同郡宇佐木保、豊前国宇佐郡千歳丸を知行していたことも確認できる。
興豊が姓を冷泉に改めた理由について、「母が冷泉小納言の娘であったから」という説や、「庶流にもかかわらず大内を名乗る者が増えたため母の姓を号したから」という説、「大内弘成が京中の冷泉の地を有していたから」という説がある。